# Sátántangó (film)
A Sátántangó 1994-ben bemutatott fekete-fehér magyar film Tarr Béla rendezésében. A film alapjául szolgáló, azonos című regény a barátjának, Krasznahorkai László írónak az alkotása, akinek az 1989-es Kárhozat óta Tarr több művét megfilmesítette. A film, melyet már 1985 óta el akart készíteni, de a rendszerváltás előtt nem sikerült elkezdeni a forgatást, végül 1991-1994 között készült.
A nem sokkal a rendszerváltás előtt játszódó történet fő cselekményszála egy alföldi mezőgazdasági kollektíva széthullása. A lakosok közül többen készek arra, hogy a telep bezárásáért kapott pénzzel elhagyják a telepet, de a két éve eltűnt, halottnak tűnt, karizmatikus és sima beszédű Irimiás visszatérésének híre megváltoztatja elképzeléseiket. Az Irimiás visszatérte utáni eseményeket több nézőpontból ismerjük meg, ahogy a telepesek nem csak az őket elbolondító Irimiás terveivel, de egymással is szembesülnek.

## Történet
Irimiás és Petrina, két közveszélyes munkakerülő új esélyt kap a rendőri hivataltól: bizalmas jelentéseket kell tenniük megfigyeléseikről. A közelebbről meg nem nevezett feladat véghezviteléhez a két csavargó egy elhagyatott, egykor virágzó alföldi telep lakosait nézi ki. A regény a lakosok megcsalatásának, öntudatra ébredésének, majd teljes széthullásának folyamatát kíséri végig.
A két szélhámos kihasználja a nincstelenek jóhiszeműségét és bizalmukba férkőzve ráveszi őket, hogy hagyják el reménytelen életük színhelyét, s kezdjenek új életet. A tanya lakói egy emberként állnak Irimiás mögé, aki egy kastélyhoz vezeti a szerencsétleneket. Ott ébrednek rá helyzetük teljes kilátástalanságára, ám Irimiás másodszor is eljön, s egy újabb hazugság segítségével ráveszi őket, hogy a városba költözzenek. Ekkor már teljesen markában tartja az embereket, akiknek többsége újból hinni kezd neki.
A regény végén sok elvarratlan szál marad, így befejezetlennek tekinthető a történet, ám a folyamatok továbbgondolása erősen negatív víziót fest elénk a műben megismert emberek várható sorsáról. Tudjuk, hogy Irimiás besúgásra akarja őket használni, hogy nem fog változni anyagi helyzetük, ők maguk is olyanok maradnak, amilyeneknek megismertük őket a telepen. A Sátántangó az emberi víziók, álmok széthullásának regénye, ahol a jövő homályos, a jelen kilátástalan, a szépséges múlt pedig megsemmisülőben.

## Szereplők
- Víg Mihály – Irimiás
- Horváth Putyi – Petrina
- feLugossy László – Schmidt
- Almásy Albert Éva – Schmidtné
- Derzsi János – Kráner
- Szajki Irén – Kránerné
- Járai Alfréd – Halics
- Székely B. Miklós – Futaki
- Gaál Erzsébet – Halicsné
- Bók Erika – Estike
- Barkó György –  iskolaigazgató
- Peter Berling – doktor
- Bodnár András – Horgos Sanyi
- Bojár Ilona – Horgosné
- Dobai Péter – százados
- Mihók Barna – Kelemen
- Kamondi Zoltán – kocsmáros

## A film szerkezete, stílusa
A Sátántangó szerkezete a regényén alapul, ami viszont – ahogy a cím is utal rá – a tangón alapul. Így a film tizenkét, egymást nem feltétlenül kronologikusan követő részre van osztva. A részeken belül elkülöníthető egyfajta háromfelvonásos szerkezet (bevezetés, tragédia, szatíra) – a film két beiktatott szünettel nézendő – de a teljes mű narratívája erősebb ennél a felbontásnál.
A tizenkét rész címe a következő: 
- A hír, hogy jönnek
- Feltámadunk
- Valamit tudni
- A pók dolga I.
- Felfeslik
- A pók dolga II (Ördögcsecs, sátántangó)
- Irimiás beszédet mond
- A távlat, ha szemből
- Mennybe menni? Lázálmodni?
- A távlat, ha hátulról
- Csak a gond, a munka
- A kör bezárul

A filmben számos hosszú beállítás található, ami Tarr munkáiban afféle rendezői kézjegynek tekinthető. Emiatt az elnyújtott ritmus miatt gyakran vonnak párhuzamot Tarr és a szintén meditatív lassúságú filmeket rendező Andrej Tarkovszkij munkássága között. Tarr saját bevallása szerint a teljes Sátántangó során csak mintegy 150 jelenetet vettek föl. Ezek egy része 10-11 perc hosszúságú, mint például a táncjelenetek, amelyek felvétele során a kamera szinte végig mozdulatlan, a szereplők viszont táncolnak és italoznak. (Tarr azt nyilatkozta, a színészek ténylegesen részegek voltak a felvételkor.)
A nyitójelenet, amelynek során a kamera lassan elmozdul a sínen egy marhacsorda mellett, csaknem 8 percig tart. Több beállítás mutatja a szereplőket menni vagy beszélni több percen keresztül, vágások használata nélkül. Bár a legtöbb, hosszú beállításokat alkalmazó filmben rövid jelenetekkel ellensúlyozzák a hosszabbakat, ebben a filmben ez nem történik meg.
Bár a film irodalmi forráson alapul, továbbá Tarrék készítettek forgatókönyvet is, a felvételek során a színészi improvizációnak is igen nagy tere volt. Tarr ezt mondta egy interjúban filmezési módszerével és a forgatókönyv használatával kapcsolatban: Nem, soha nem használunk forgatókönyvet. Csak megírjuk az alapokhoz, és a producerek számára, illetve a pénz felhajtásakor használjuk fel. A pre-produkciós [tervezési] fázis igen egyszerű. Mindig legalább egy évet vesz igénybe. Egy évet töltünk el azzal, hogy körbenézzünk és mindenről gondoskodjunk. Van egy sztorink, de úgy vélem, ez a történet csak egy kis része a teljes filmnek.

## Fogadtatása, hatása a filmművészetben
A film körül valóságos kultusz alakult ki. Részben sajátos művészi formáinak és hosszúságának köszönhetően, de azért is, mert DVD-n nem lehetett beszerezni (csak régi VHS-bootlegek voltak elérhetők). Azóta a DVD változat is elkészült, a digitális formátumra történő átalakítást maga Tarr felügyelte. A Sátántangó mozirajongók közti jelenlegi hírnevének jó része már az internetnek köszönhető.
Csodálói közé tartozik Gus Van Sant amerikai filmes is. Filmjei közül a Gerryben (Tarrt említi a stáblista „köszönettel” részében) és az Elefántban érezhető a Sátántangó hatása. A Gerry hosszú beállításai, követő kameramozgásai, az Elefánt több nézőpontból való történetmesélése utal a Sátántangóra. Mindkét filmben kísérleti jellegű, ismeretlen eredetű hangok-zörejek hallhatók a háttérben.
A 2004-ben elhunyt író-filmrendező Susan Sontag leírása szerint „ellenállhatatlan és elbűvölő a hét óra minden egyes perce. Szívesen megnézném évente egyszer a hátralevő életemben.”
Voltak indulatok és viták is a Sátántangó körül. A film egyik jelenetében egy gyerek megkínozza és megmérgezi a macskáját. Ez akadályt gördített a nagy-britanniai bemutató elé, mivel az állatvédelmi törvényre hivatkozva a brit filmcenzorok meg akarták akadályozni a film bemutatását. Tarr többször nyilatkozta, hogy a forgatás alatt mindig jelen volt egy állatorvos, akinek a felügyelete alatt állt a macska – ami azóta Tarr házi kedvencévé lépett elő.
A bemutatását követően a filmet az 1990-es években rövid ideig meg lehetett vásárolni VHS kazettán, valamint 1998 februárjában leadta az M2. A mozikban – a hosszúsága miatt – ritkán játsszák, és akkor is két vagy három részben adják le. Tarr szerint megszakítás nélkül kellene lejátszani, ám ennek egyéb problémák mellett vetítéstechnikai akadályai is vannak. Tévében lehetséges megszakítás nélkül sugározni, itt azonban a műsoridővel való gazdálkodás és a reklámok teljes kitiltása okozza a problémát, éppen ezért nagyon ritkán kerül képernyőre, akkor is csupán a közmédia éjszakai műsorsávjában. A kritikusok általában mesterműnek tartják, meghajolva a film ambiciózussága, művészi kidolgozottsága, Tarr megalkuvást nem ismerő látomásai előtt.
A Sátántangó népszerűsége Fassbinder Berlin Alexanderplatzához mérhető.

## Díjak, elismerések
- Magyar Filmszemle (1994)
  - díj: különdíj
- Berlini Nemzetközi Filmfesztivál (1994)
  - díj: Caligari-díj
- Brüsszel (1994)
  - díj: Aranykor-díj
- Magyar Filmkritikusok Díja (1995)
  - díj: legjobb forgatókönyv
  - díj: legjobb operatőr
- Bekerült az MMA tagjai által kiválasztott legjobb 53 magyar alkotás közé (2012)

## Fordítás
- Ez a szócikk részben vagy egészben  a   Sátántangó című angol Wikipédia-szócikk ezen változatának fordításán alapul.  Az eredeti cikk szerkesztőit annak laptörténete sorolja fel. Ez a jelzés csupán a megfogalmazás eredetét és a szerzői jogokat jelzi, nem szolgál a cikkben szereplő információk forrásmegjelöléseként.